# Мова програмування четвертого покоління
Мова програмування четвертого покоління (англ. Fourth-generation programming language, 4GL) — мова комп’ютерного програмування високого рівня, яка належить до класу мов, які передбачають удосконалення мов програмування третього покоління (3GL). Кожне з поколінь мов програмування має на меті забезпечити вищий рівень абстракції деталей внутрішнього апаратного забезпечення комп’ютера, роблячи мову більш зручною для програміста, потужною та універсальною. Хоча визначення 4GL змінювалося з часом, його можна охарактеризувати, оперуючи більше з великими колекціями інформації одночасно, а не зосереджуючись лише на бітах і байтах. Мови, які називаються 4GL, можуть включати підтримку керування базами даних, створення звітів, математичну оптимізацію, розробку GUI або веброзробку. Деякі дослідники стверджують, що 4GL є підмножиною предметно-орієнтованих мов.
Концепція 4GL була розроблена з 1970-х по 1990-ті роки, перекриваючи більшу частину розвитку 3GL, причому 4GL ідентифікувалися як «непроцедурні» або «генеруючі програми» мови, на відміну від 3GL як алгоритмічних або процедурних мов. У той час як 3GL, такі як C, C++, C#, Java та JavaScript, залишаються популярними для широкого спектру використання, 4GL, як було визначено спочатку, знайшли застосування, зосереджене на базах даних, звітах і веб-сайтах. Деякі просунуті 3GL, як-от Python, Ruby та Perl, поєднують деякі можливості 4GL у загальному середовищі 3GL, а бібліотеки з функціями, схожими на 4GL, були розроблені як доповнення для найпопулярніших 3GL, створюючи мови, які є сумішшю. 3GL і 4GL, стираючи відмінності.
У 1980-х і 1990-х роках були спроби розробити мови програмування п'ятого покоління (5GL).

## Історія
Хоча термін 4GL використовувався раніше в статтях і дискусіях, він був вперше офіційно використаний Джеймсом Мартіном у його книзі 1981 року «Розробка додатків без програмістів» для позначення непроцедурних мов специфікації високого рівня. Деяким примітивним чином ранні 4GL були включені в продукт Informatics MARK-IV (1967) і MAPPER Sperry (1969 для внутрішнього використання, випуск 1979).
Існує кілька мотивацій для створення «4GL» і постійного інтересу. Термін може застосовуватися до великого набору програмних продуктів. Також може застосовуватися до підходу, хто шукає більших семантичних властивостей і потужності реалізації. Подібно до того, як 3GL надавав більшу потужність програмісту, 4GL також відкривав середовище розробки для широкої верстви населення.
Рання схема введення для 4GL підтримувала введення даних у межах 72 символів перфокарти (8 байтів, що використовуються для послідовності), де тег картки ідентифікував би тип або функцію. З розумним використанням кількох карт колода 4GL може запропонувати широкий спектр можливостей обробки та звітності, тоді як еквівалентна функціональність, закодована в 3GL, може включити, можливо, цілу коробку чи більше карт.